# Estreia do WWE Raw na Netflix
A estreia do Monday Night Raw na Netflix foi um especial de televisão de luta livre profissional que marcou a estreia do programa semanal Monday Night Raw da WWE no serviço de streaming Netflix. O evento aconteceu no dia 6 de janeiro de 2025, no Intuit Dome em Inglewodd, Califórnia, e contou com a participação de lutadores das marcas Raw e SmackDown. Este episódio do Raw marcou uma mudança da transmissão na televisão linear tradicional para o streaming digital, além de dar início à turnê de despedida de John Cena. O episódio também contou com a participação do rapper Travis Scott, que apresentou a nova música tema do programa. O evento também teve aparições de The Rock, The Undertaker e Hulk Hogan.
Quatro combates foram disputados no evento. No combate principal, CM Punk derrotou Seth "Freakin" Rollins. Em outros combates de destaque, Roman Reigns derrotou Solo Sikoa em um Combate Tribal pelo Ula Fala e pelo reconhecimento como Chefe Tribal da família Anoaʻi, e Rhea Ripley derrotou Liv Morgan para recuperar o Campeonato Mundial Feminino pela segunda vez.

## Produção

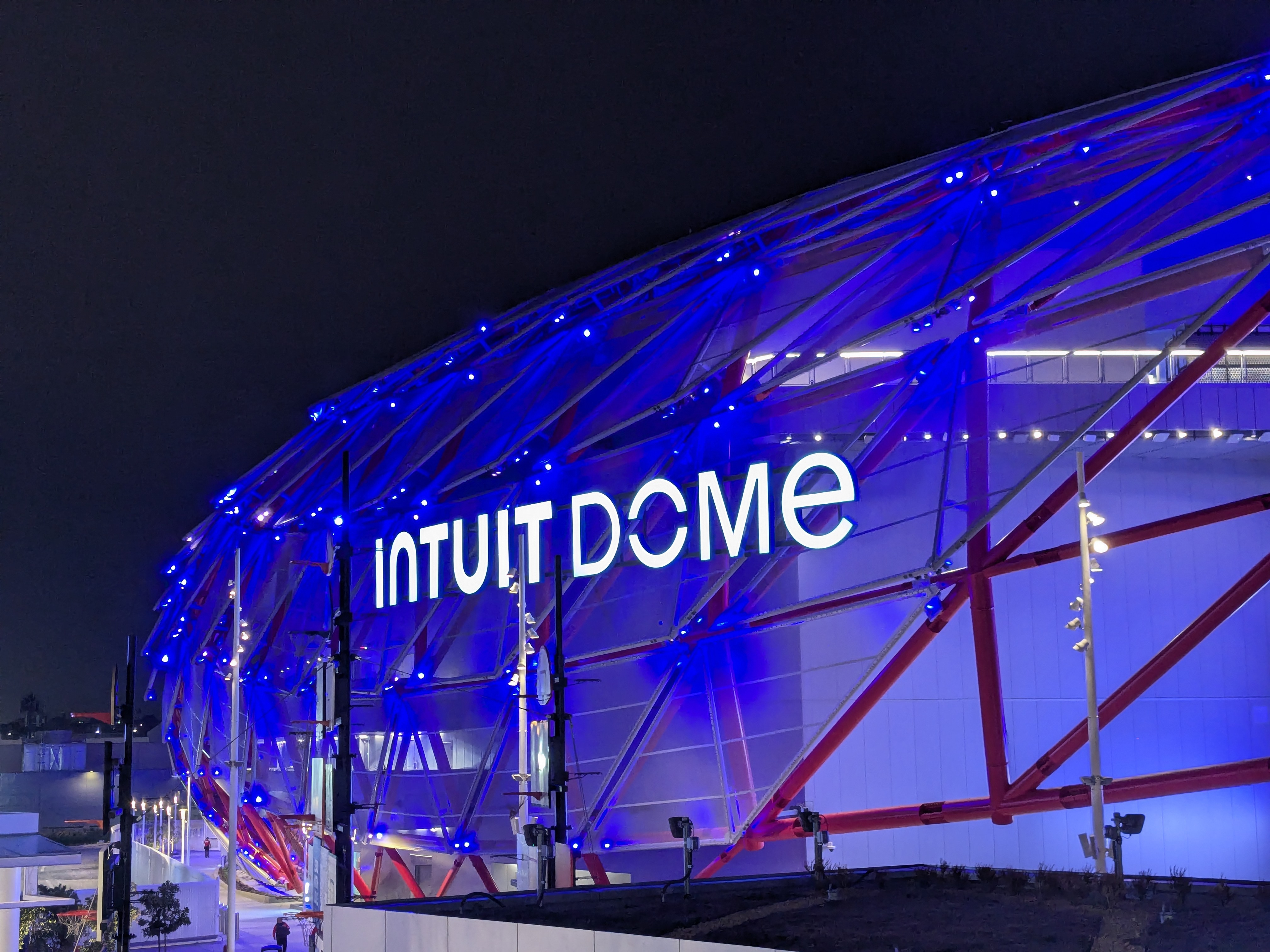
O evento aconteceu no Intuit Dome em Inglewodd, Califórnia.

### Introdução
Monday Night Raw é um programa de televisão de luta livre profissional produzido pela promoção americana WWE. Ele foi transmitido pela primeira vez em 11 de janeiro de 1993, na USA Network, e desde então se tornou o programa episódico semanal de maior duração da história da televisão, sem reprises, sendo transmitido quase exclusivamente pela USA, com exceção de uma breve exibição no TNN (renomeado Spike TV em 2003 e agora conhecido como Paramount Network) de 2000 a 2005. É um dos dois principais programas de televisão da WWE, ao lado do Friday Night SmackDown, e também é o programa homônimo da marca Raw da empresa, uma subdivisão do plantel principal da WWE onde os lutadores são designados exclusivamente para se apresentar semanalmente, embora com algumas exceções
Em 23 de janeiro de 2024, o TKO Group anunciou que a Netflix adquirirá os direitos do Raw a partir de janeiro de 2025, em um contrato de 10 anos no valor de $500 milhões por ano (aproximadamente o dobro do valor do acordo atual da WWE com a NBCUniversal). O acordo inicialmente cobrirá os Estados Unidos, Canadá, Reino Unido e América Latina, com outros territórios sendo adicionados no futuro. O contrato também inclui os direitos internacionais para o conteúdo da WWE fora dos Estados Unidos, incluindo SmackDown, NXT, eventos ao vivo e outros conteúdos suplementares. Embora o contrato da USA Network com o Raw expirasse em outubro de 2024, a WWE chegou a uma extensão de curto prazo com a NBCUniversal para manter o Raw na rede até o final do ano. Em preparação para a mudança para a Netflix, o Raw foi reduzido de três para duas horas de 7 de outubro a 30 de dezembro; o jornalista de luta livre Dave Meltzer afirmou que isso foi uma solicitação da USA Network.
Foi então reportado que o Intuit Dome, que foi inaugurado em agosto de 2024 para receber o Los Angeles Clippers em Inglewodd, Califórnia, seria o local do episódio de estreia do Monday Night Raw na Netflix. A WWE confirmou o local em 18 de novembro de 2024, com ingressos à venda para o público geral a partir de 22 de novembro. No mesmo dia, foi anunciado que Travis Scott faria uma aparição na estreia na Netflix, onde ele apresentaria a nova música-tema do programa.

O logo do Raw que foi revelado em 16 de dezembro de 2024, pelo diretor de conteúdo da WWE, Paul "Triple H" Levesque.

Durante um episódio de junho de 2024 do The Pat McAfee Show, o diretor de conteúdo da WWE, Paul "Triple H" Levesque, observou que a Netflix ofereceria mais flexibilidade do que os parceiros atuais da WWE em relação aos padrões e práticas que, por vezes, resultaram em partes da programação da WWE sendo censuradas na televisão dos EUA. Embora tenha aparecido uma classificação provisória para o Raw com a classificação TV-14 na Netflix nos meses que antecederam a mudança, o presidente da WWE, Nick Khan, esclareceu posteriormente que o Raw continuaria sendo um programa "family friendly [...] friendly para anunciantes" e que os episódios na Netflix manteriam a classificação TV-PG, usada desde 2008. Em 16 de dezembro de 2024, Levesque revelou oficialmente o novo logo do Raw. Na edição de 4 de janeiro de 2025 do podcast SI Media with Jimmy Traina, Levesque afirmou que a duração do programa na Netflix será flexível e não terá um tempo de exibição fixo.

### Histórias
O card incluiu lutas resultantes de histórias roteirizadas. Os resultados foram predeterminados pelos escritores da WWE nas marcas Raw e SmackDown, enquanto as histórias foram produzidas nos programas semanais de televisão da WWE, Monday Night Raw e Friday Night SmackDown.
Em 6 de julho de 2024, no Money in the Bank, o 16 vezes campeão mundial da WWE, John Cena, anunciou oficialmente que se aposentaria da luta livre profissional no final de 2025, após ter lutado na WWE desde 2002 (embora de forma parcial desde 2018). Foi então anunciado que Cena estará no próximo episódio de estreia do Raw na Netflix.
Na Noite 2 da WrestleMania XL em abril, Cody Rhodes derrotou Roman Reigns para ganhar o Campeonato Universal Indiscutível da WWE em uma luta Bloodline Rules, encerrando o reinado histórico de Reigns de 1.316 dias. Após o evento, Reigns tirou uma pausa prolongada, enquanto Solo Sikoa se autoapelidou de novo líder da Bloodline, removendo Jimmy Uso e o manager Paul Heyman do grupo, e adicionando Tama Tonga, Tonga Loa e Jacob Fatu. Sikoa também começou a se referir a si mesmo como o novo Chefe Tribal do grupo, tomando o Ula Fala de Reigns. Reigns eventualmente retornou no SummerSlam para custar a Sikoa sua luta pelo título contra Rhodes, virando "face" pela primeira vez desde 2020. Rhodes e Reigns se uniram para derrotar Fatu e Sikoa no Bad Blood com a ajuda de Jimmy. Reigns e Jimmy foram posteriormente acompanhados por Jey Uso, irmão gêmeo de Jimmy e ex-membro da Bloodline, que havia deixado o grupo por conta própria um ano antes e foi movido para o Raw; eles acabaram perdendo para Sikoa, Fatu e Tama no Crown Jewel. O ex-membro honorário Sami Zayn se juntou novamente ao grupo de Reigns, reunindo a versão original da Bloodline (Reigns, The Usos e Zayn). Juntos, ao lado de CM Punk, derrotaram a Bloodline de Sikoa com Bronson Reed em uma luta WarGames no Survivor Series: WarGames. No episódio de 13 de dezembro do SmackDown, Reigns desafiou Sikoa para enfrentá-lo em um Combate Tribal pelo Ula Fala e o título de Chefe Tribal no episódio de estreia do Raw na Netflix, o que foi posteriormente oficializado.
No Survivor Series WarGames, em 25 de novembro de 2023, logo após a luta WarGames masculina em que Seth "Freakin" Rollins participou, CM Punk fez um retorno surpresa à WWE após 9 anos de ausência, para o desagrado de Rollins. Os dois continuaram em rivalidade ao longo de 2024, durante o confronto de Punk com Drew McIntyre. Rollins, que também havia rivalizado com McIntyre pelo Campeonato Mundial dos Pesos Pesados, foi o árbitro especial convidado na luta entre Punk e McIntyre no SummerSlam. Punk perdeu a luta após atacar Rollins, acreditando que ele estava tentando sabotá-lo. A rivalidade entre Punk e Rollins culminou no episódio de 16 de dezembro do Raw, quando os dois trocaram insultos antes de brigarem por toda a arena. Mais tarde naquela noite, o gerente geral do Raw, Adam Pearce, anunciou que Punk e Rollins se enfrentariam no episódio de estreia do Raw na Netflix.
Após Rhea Ripley, do Judgment Day, custar o Campeonato de Duplas Femininas da WWE para Liv Morgan e Raquel Rodriguez em meados de 2023, Ripley e Morgan foram programadas para uma luta. No entanto, a luta nunca aconteceu, pois Ripley atacou Morgan de forma brutal com uma cadeira de aço, lesionando o ombro de Morgan e a afastando por vários meses. Morgan fez seu retorno no Royal Rumble de 2024 em janeiro e iniciou uma "tour de vingança", com o objetivo de tomar o Campeonato Mundial Feminino de Ripley, devido a Ripley ter tirado meses de sua carreira. No Elimination Chamber: Perth, Morgan não teve sucesso na luta pelo Campeonato Mundial Feminino para a WrestleMania XL, sendo eliminada por último pela vencedora Becky Lynch. Ripley defenderia seu título com sucesso contra Lynch na Noite 1 da WrestleMania. No episódio pós-WrestleMania do Raw, em 8 de abril, Ripley foi atacada por Morgan nos bastidores, lesionando legitimamente seu braço direito, o que forçou Ripley a abandonar o campeonato após um reinado de 380 dias. Nas semanas seguintes, Morgan começou a mostrar traços mais "vilanescos". No King and Queen of the Ring, Morgan conquistou o Campeonato Mundial Feminino após uma interferência acidental de "Dirty" Dominik Mysterio, o interesse amoroso de Ripley e companheiro de grupo no Judgment Day. Morgan então começou a interferir nas lutas do Judgment Day a favor deles. Após o retorno de Ripley no episódio de 8 de julho do Raw, uma luta pelo título entre Ripley e Morgan foi marcada para o SummerSlam, onde Morgan derrotou Ripley para manter o Campeonato Mundial Feminino, após uma interferência aparentemente acidental de Mysterio. No entanto, após a luta, Mysterio traiu Ripley ao beijar Morgan, terminando sua parceria com ela. Ripley foi então expulsa do Judgment Day, e Morgan assumiu seu lugar no grupo. No Bash in Berlin, Ripley fez o pin em Morgan em uma luta de duplas mista. Uma revanche ocorreu no Bad Blood, onde Ripley venceu por desqualificação após ser atacada por sua antiga rival, Raquel Rodriguez, que retornou durante o evento. Como os títulos não mudam de mãos por desqualificação ou contagem fora do ringue, a menos que estipulado, Morgan permaneceu campeã. Rodriguez também foi anunciada como a mais nova integrante do Judgment Day. No Survivor Series WarGames, em 30 de novembro, o time de Ripley derrotou o time de Morgan em uma luta WarGames, com Ripley fazendo o pin sobre Morgan. No episódio de 16 de dezembro do Raw, Ripley anunciou que foi nomeada pelo gerente geral Adam Pearce como a desafiante número um ao título de Morgan. Durante o evento de lançamento do Raw na Netflix, em 18 de dezembro, foi confirmado que a luta aconteceria no episódio de estreia do Raw na Netflix.
No episódio de 2 de dezembro do Raw, Jey Uso foi encontrado atacado nos bastidores por um agressor desconhecido, que mais tarde foi revelado como Drew McIntyre. McIntyre fez seu retorno após uma breve pausa naquela noite e se revelou como o atacante de Uso na semana seguinte. McIntyre então jurou destruir a versão original da Bloodline, que lhe custou o Campeonato Universal Indiscutível da WWE no Clash at the Castle em setembro de 2022. Três semanas depois, McIntyre atacou Uso novamente, iniciando uma briga entre os dois. Mais tarde naquela noite, Uso solicitou uma luta contra McIntyre para aquele mesmo momento, mas o gerente geral do Raw, Adam Pearce, agendou a luta para o episódio de estreia do Raw na Netflix.

## Recepção
A WWE e a Netflix anunciaram que o episódio alcançou 4,9 milhões de visualizações globais, com o evento tendo uma média de 2,6 milhões de lares nos EUA, um aumento de 307% (162% apenas nos EUA) em relação aos 1,596 milhão da semana anterior na televisão a cabo do USA Network. Além disso, é 116% superior à média de audiência do Raw nos EUA em 2024, que era de 1,2 milhão de lares, e esse evento mais que dobrou a audiência A18-49 em comparação ao ano passado. Foi a primeira vez que o Raw ultrapassou a marca de 4 milhões de espectadores desde janeiro de 2018, e este foi o episódio mais assistido do Raw desde março de 2015, que foi o Raw após a WrestleMania 31.
O segmento com Hulk Hogan, que patrocinava sua cerveja Real American Beer, recebeu muitos vaias do público.

## Depois do evento
Quatro dias após o evento ir ao ar, o episódio de estreia do Raw foi editado pela Netflix para remover palavrões e encurtar sua duração para 2 horas e 20 minutos, removendo as pausas para comerciais da versão sob demanda.

## Resultados
| Nº                                          | Resultados                                                                            | Estipulações                                                                      | Tempo |
| ------------------------------------------- | ------------------------------------------------------------------------------------- | --------------------------------------------------------------------------------- | ----- |
| 1                                           | Roman Reigns (com Paul Heyman) derrotou Solo Sikoa                                    | Combate Tribal pelo Ula Fala e reconhecimento como Chefe Tribal da família Anoaʻi | 21:30 |
| 2                                           | Rhea Ripley derrotou Liv Morgan (c) (com "Dirty" Dominik Mysterio e Raquel Rodriguez) | Luta individual pelo Campeonato Mundial Feminino                                  | 11:40 |
| 3                                           | Jey Uso derrotou Drew McIntyre                                                        | Luta individual                                                                   | 10:20 |
| 4                                           | CM Punk derrotou Seth "Freakin" Rollins                                               | Luta individual                                                                   | 19:15 |
| (c) – Refere-se aos campeões antes da luta. |                                                                                       |                                                                                   |       |